# 野村稔
野村 稔（のむら みのる、1944年 - ）は、日本の法学者。専門は刑法。学位は、法学博士（早稲田大学・1985年）（学位論文「未遂犯の研究」）。早稲田大学名誉教授。西原春夫門下。弁護士法人早稲田大学リーガル・クリニック所属弁護士（第二東京弁護士会）。埼玉県川越市出身。

## 略歴
- 1968年　早稲田大学第一法学部卒業
- 早稲田大学大学院法学研究科修士課程・博士課程
- 1973年　早稲田大学法学部助手嘱任
- 早稲田大学法学部専任講師
- 早稲田大学法学部助教授
- 1983年　早稲田大学法学部教授
- 2000年　司法試験第二次試験考査委員（2006年まで）
- 2004年　早稲田大学大学院法務研究科教授
- 2015年　定年退職・早稲田大学名誉教授

## 研究テーマ
- 刑法各論の体系的考察
- 経済犯罪の体系的考察

## 在外研究等
- マックス・プランク外国国際刑法研究所　長期在外研究員（1983年 - 1985年）

## 社会的活動
- 司法試験第二次試験考査委員（法務省・刑法）
- 第二東京弁護士会懲戒委員会委員
- 法学・政治学視委員（文部省)

## 所属学会
- 日本刑法学会（1971年- 、国内 ）
- 日本被害者学会（1991年- 、国内 ）

## 門下生
- 松澤伸（早稲田大学教授）

## 学説
前田雅英の著書によれば、団藤重光、大塚仁、福田平、大谷實、川端博と同じく、行為無価値論を代表する刑法学者の1人としてあげられている。しかし、野村稔の著書である『刑法総論（補訂版）』（成文堂） によれば、以下のような、「行為無価値論と結果無価値論の対立をアウフヘーベン（止揚）する立場」に立つとしている。

### 犯罪論の体系
「犯罪を構成要件に該当する違法・有責な行為であるとすることについては異論はない」としながらも、犯罪論の体系を、構成要件該当性－違法性－責任とする通説の立場を、「構成要件該当性の判断をするに際しては、構成要件要素によっては形式的・類型的なものにとどまらず、違法性という実質的観点を考慮せずには判断できないものがあり、またとりわけ過失犯、不真正不作為犯においては、それぞれ注意義務、作為義務という違法要素を確定しなければそれぞれの構成要件該当性は確定されないとして、構成要件該当性の判断を違法性から分けるのは妥当でないとして、これを違法性の判断をする際に問題とすべき」と批判する。そして、犯罪成立の第一要件は、構成要件該当性ではなく、「法益の侵害または危殆化をもたらした事象が人間の行為である」として、次いで違法性、責任を論じる、いわゆる行為論の体系（行為－違法性－責任）を採用する。

### 判断形式としての違法二元論
行為論は、師匠である西原春夫の説を継承したものであるが、野村体系を特徴づけるのは、「判断形式としての違法二元論」である。犯罪の体系には、犯罪の実現過程に対応した動的性格が反映されるべきであるとして、「人間の行為の評価は、行為自体の価値・無価値と行為のもたらした結果の価値・無価値とから行われるべきであり、刑法規範の諸相もこのような行為評価の二元性を前提にすべき」とする。

### 偶然防衛
以上を前提に、急迫不正の侵害の存在を認識せずに侵害行為を行ったところ、偶然にも侵害行為の相手方も侵害行為を行おうとしていたので、結果としては正当防衛になったという、いわゆる偶然防衛の場合を１つの例として検討する。この場合、典型的な行為無価値論からは既遂犯の成立を認め、典型的な結果無価値論からは正当防衛の成立を認め不可罰とするところ、野村体系からは、「防衛の意思が欠けているので、行為自体の適法性は肯定されないが、結果は正当防衛となっているのだから」、違法行為は行われたが、法益侵害の結果が発生していないという未遂犯類似の構造が認められるとする。すなわち、「未遂犯処罰規定がある限り、これを準用して未遂罪として処罰される」と結論づける。

### 230条の2の法的性格
230条の2（人の名誉を毀損する行為が公共の利害に関する事実に係り、かつ、その目的が専ら公益を図ることにあったと認めるときは、事実の存否を判断して、真実であることの証明があったときは罰せられないという規定）の法的性格につき、違法性阻却事由説を採るが、刑法35条の正当行為として構成するのではなく、230条の2の解釈論として違法性阻却を認める。すなわち、判断形式の違法二元論の立場から、「真実でない言論でも、行為時において真実と思われたものは行為自体の違法性に欠け、違法性が阻却される」とする。しかし、この見解に対しては、「技巧的すぎる」との批判がある。

## 著書・論文
- 『経済刑法の論点』（現代法律出版、2002年）
- 『刑法総論（補訂版）』（成文堂、1998年、初版1990年）
- 『刑法演習教材（改訂版）』（成文堂、2007年、初版2004年）
- 『現代法講義 刑法各論（補正版）』（青林書院、2002年、初版1998年）
- 『未遂犯の研究』（成文堂、1984年）
- 『注解・中華人民共和国新刑法』（早稲田大学比較法研究所叢書29号、2002年）
- 「粉飾決済と刑事責任」（早稲田法学78巻3号）